# Цзинин
Цзини́н (кит. упр. 济宁, пиньинь Jìníng) — городской округ в китайской провинции Шаньдун. Название означает «спокойная Цзишуй» и связано с тем, что в средние века в эти места к реке Цзишуй (ныне по её руслу течёт Хуанхэ) было перенесено место пребывания правительства области Цзичжоу после того, как прежний административный центр области был смыт наводнением.

## География
Городской округ располагается у северной оконечности озера Наньсыху.

## История
В древности в этих местах находилось царство Жэнь (任国), название которого сохранилось в местных топонимах. Когда царство Цинь впервые в истории объединило Китай в единое государство, то был образован уезд Жэньчэн.
В средние века была создана область Цзичжоу (济州), названная так по протекающей здесь реке Цзишуй (ныне по прежнему руслу Цзишуй впадает в море река Хуанхэ). Изначально её правление размещалось в Цзюйе, но в 1150 году разлившаяся Хуанхэ уничтожила административный центр Цзюйе, и правительство области переехало в Жэньчэн. При правлении монголов в 1271 году область была поднята в статусе до управы, и чтобы подчеркнуть спокойный характер течения Цзишуй, была переименована в Цзининскую управу (济宁府). В 1279 году она была переименована в Цзининский регион (济宁路), в состав которого входило 3 области и 7 уездов.
После основания империи Мин регионы с 1368 года снова стали управами; в то время Цзининской управе подчинялось 3 области и 12 уездов. В 1385 году управа была понижена в статусе до области, состоящей из трёх уездов.
При империи Цин в 1724 году Цзининская область (济宁州) стала «непосредственно управляемой» (то есть начала подчиняться напрямую правительству провинции, минуя промежуточное звено в виде управы). В 1730 году область стала «безуездной» (в подчинении властей области не осталось ни одного уезда). В 1776 году область вновь была поднята до «непосредственно управляемой», и её властям стало подчиняться 3 уезда; остальная часть современного городского округа Цзинин находилась тогда в подчинении Яньчжоуской управы (兖州府).
После Синьхайской революции в Китае была проведена реформа структуры административного деления, и управы с областями были упразднены; те земли, что ранее подчинялись непосредственно властям Цзининской области, стали с 1913 года уездом Цзинин.
В 1950 году в составе провинции Шаньдун был образован Специальный район Тэнсянь (滕县专区). В 1952 году была расформирована провинция Пинъюань, и входивший в её состав Специальный район Хуси (湖西专区) был передан в состав провинции Шаньдун. В июле 1953 года Специальный район Хуси был расформирован; 4 его уезда были переданы в состав Специального района Хэцзэ, а оставшиеся были объединены со Специальным районом Тэнсянь в Специальный район Цзинин (济宁专区). В 1956 году из Специального района Тайань (泰安专区) в состав Специального района Цзинин был передан уезд Сышуй. В ноябре 1958 года Специальный район Хэцзэ был присоединён к Специальному району Цзинин, но в июне 1959 года эти два специальных района были разделены вновь. В сентябре 1961 года из Специального района Цзинин был выделен Цзаочжуан. В 1967 году Специальный район Цзинин был переименован в Округ Цзинин (济宁地区). В 1978 году уезд Тэнсянь был передан в состав Цзаочжуана.
30 августа 1983 года постановлением Госсовета КНР округ Цзинин был преобразован в городской округ Цзинин.

## Административно-территориальное деление
Городской округ Цзинин делится на 2 района, 2 городских уезда, 7 уездов:
| Карта | #              | Статус   | Название | Иероглифы      | Пиньинь   | Население (2010 прим.) | Площадь (км²) | Плотность населения (/км²) |
| ----- | -------------- | -------- | -------- | -------------- | --------- | ---------------------- | ------------- | -------------------------- |
| 1     | Район          | Жэньчэн  | 任城区   | Rènchéng qū    | 1 500 000 | 920                    |               |                            |
| 2     | Район          | Яньчжоу  | 兖州区   | Yǎnzhōu qū     | 600 000   | 648                    |               |                            |
| 3     | Городской уезд | Цюйфу    | 曲阜区   | Qūfù qū        | 640 000   | 896                    |               |                            |
| 4     | Городской уезд | Цзоучэн  | 邹城区   | Zōuchéng qū    | 1 120 000 | 1619                   |               |                            |
| 5     | Уезд           | Вэйшань  | 微山县   | Wēishān xiàn   | 690 000   | 1780                   |               |                            |
| 6     | Уезд           | Юйтай    | 鱼台县   | Yútái xiàn     | 450 000   | 654                    |               |                            |
| 7     | Уезд           | Цзиньсян | 金乡县   | Jīnxiāng xiàn  | 610 000   | 885                    |               |                            |
| 8     | Уезд           | Цзясян   | 嘉祥县   | Jiāxiáng xiàn  | 780 000   | 973                    |               |                            |
| 9     | Уезд           | Вэньшан  | 汶上县   | Wénshàng xiàn  | 730 000   | 877                    |               |                            |
| 10    | Уезд           | Сышуй    | 泗水县   | Sìshuǐ xiàn    | 600 000   | 1070                   |               |                            |
| 11    | Уезд           | Ляншань  | 梁山县   | Liángshān xiàn | 720 000   | 963                    |               |                            |

## Экономика
В Цзинине базируются такие крупные компании, как текстильная и швейная Ruyi Group, алюминиевая Shandong Xinfa Aluminum.